# Centre national d'art et de culture Georges-Pompidou
Pour les articles homonymes, voir Pompidou, Beaubourg, CNAC et Centre Pompidou (homonymie).
Le centre national d’art et de culture Georges-Pompidou (CNAC) — communément appelé « centre Pompidou », ou plus familièrement « Beaubourg » — 
regroupe le même bâtiment futuriste de huit étages, en lieu et place de l'ancien quartier Beaubourg, la très vaste BPI, première bibliothèque publique de lecture en Europe, imaginée en 1966, à l'époque du Plan Calcul, pour élargir les choix de lecture du grand public par le recours à l'informatique et à d'autres médias, et un vaste musée d'art moderne, qui a rejoint le projet en 1970, par la volonté du président Georges Pompidou, grand amateur d'art moderne, de créer au cœur de Paris une institution culturelle originale où les arts plastiques voisineraient avec les livres, le dessin, la musique, le spectacle vivant, les activités pour les jeunes publics, ainsi que le cinéma.
Finalement inauguré le 31 janvier 1977, le centre Pompidou conserve l'une des deux plus importantes collections d'art moderne et contemporain au monde, et la première d'Europe avec 113 675 œuvres de six mille artistes au 1er janvier 2019. Il a accueilli en 2019 3 273 867 visiteurs, soit une moyenne de 10 595 visites par jour. Il abrite également d'importantes galeries d'expositions temporaires, des salles de spectacles et de cinéma. De part et d'autre de la Piazza, deux bâtiments annexes accueillent l'Institut de recherche et coordination acoustique/musique (Ircam) et l'atelier Brancusi.

## Contexte historique
Dans l'esprit du président Georges Pompidou, l'implantation au centre de Paris d'un équipement culturel d'un type nouveau, voué à toutes les formes de la création contemporaine, se situait au carrefour de plusieurs préoccupations :
- la volonté d'enrayer le déclin de Paris sur la scène artistique et de lui conserver son statut de place majeure de l'art contemporain au niveau mondial, de plus en plus contesté par New York ;
- symétriquement, la volonté d'ouvrir la création française sur le monde et de favoriser, par l'interdisciplinarité, l'expression de nouvelles formes artistiques ;
- la conviction que l'art le plus contemporain peut renouer avec le public le plus large à la condition que la puissance publique joue pleinement son rôle de médiateur ;
- le désir de créer à Paris un grand monument représentatif de l'architecture de la seconde moitié du XXe siècle.

Cette ambition était faite, particulièrement à l'époque, pour susciter de vifs débats, qu'il s'agisse de l'opposition courante entre culture de masse et culture élitiste, de la problématique de la décentralisation culturelle — le centre serait-il un grand équipement parisien supplémentaire ou, selon la formule de Michel Guy, parviendrait-il à s'imposer comme « la centrale de la décentralisation » ? — et des rapports entre pouvoir et création — nombre d'artistes redoutaient alors les tentatives de récupération ou d'instrumentalisation, comme le montra, en 1972, la polémique créée par l'exposition du Grand Palais « 60-72 : 12 ans d'art contemporain en France ».

### La décision initiale de Georges Pompidou
En 1969, Georges Pompidou, élu président de la République, décida de construire un nouveau musée d'Art moderne et choisit le plateau Beaubourg comme le seul emplacement disponible après la démolition de l'îlot insalubre no 1. Mais ce terrain étant également le seul susceptible d'accueillir la grande bibliothèque publique, il fut décidé, en février 1970, de réunir les deux projets au sein d'un même équipement culturel. Dans la conception du président Pompidou, la bibliothèque devait attirer des visiteurs qui pourraient ensuite découvrir les autres activités proposées. « Je voudrais passionnément, expliqua-t-il, que Paris possède un centre culturel comme on a cherché à en créer aux États-Unis avec un succès jusqu’ici inégalé, qui soit à la fois un musée et un centre de création, où les arts plastiques voisineraient avec la musique, le cinéma, les livres, la recherche audiovisuelle, etc. Le musée ne peut être que d’art moderne, puisque nous avons le Louvre. La création, évidemment, serait moderne et évoluerait sans cesse. La bibliothèque attirerait des milliers de lecteurs qui du même coup seraient mis en contact avec les arts ».
La décision de construire « un ensemble monumental consacré à l'art contemporain sur l'emplacement du plateau Beaubourg » à Paris fut prise officiellement par le président de la République Georges Pompidou lors d'un conseil restreint tenu le 11 décembre 1969, sur la base d'un document programmatique qui avait été rédigé par Sébastien Loste, alors chargé de mission à la Présidence de la République. Le Conseil de Paris donna son accord le 23 décembre.
À l'origine, le centre devait comprendre un musée d'art moderne, la bibliothèque publique d'information (BPI) et le Centre de création industrielle (Cci) créé par François Mathey, conservateur en chef du musée des Arts décoratifs. Mais, en 1971, sous l'impulsion directe de Georges Pompidou, il fut décidé d'y inclure également un centre de création musicale confié à Pierre Boulez, qui acceptait de rentrer en France, où il avait cessé toutes ses activités depuis 1966, et qui devait devenir l'Ircam (Institut de recherche et coordination acoustique/musique).
D'emblée, le projet fut extrêmement mal accueilli par l'administration. Il réunissait en effet un équipement relevant du ministère des Affaires culturelles (le musée), un autre relevant à l'époque du ministère de l'Éducation nationale (la bibliothèque), et un troisième (l'Ircam), qui s'affirmait comme indépendant, voire rival, de la direction de la musique, de l'art lyrique et de la danse dont le directeur nommé par André Malraux, le compositeur Marcel Landowski, était en guerre ouverte avec Pierre Boulez. Dans l'esprit de ses concepteurs, le centre se voulait une réponse à un certain nombre de faillites de la politique culturelle française : l'incapacité à créer un musée d'art moderne digne de ce nom, le retard de la lecture publique par rapport notamment à l'Europe du Nord, le dédain dans lequel les autorités avaient tenu la musique contemporaine. Au lendemain de mai 1968, la fondation du centre Pompidou apparaissait ainsi comme un nouveau défi lancé à l'académisme des institutions culturelles d'État.

### La conception et la réalisation du centre
Le 26 août 1970, Robert Bordaz, conseiller d'État, fut nommé en conseil des ministres « délégué pour la réalisation du centre du plateau Beaubourg ». Il constitua une équipe d'une dizaine de personnes, chargée de préparer le concours international d'architecture lancé en décembre 1970 et de mettre en place l'établissement public qui devait être chargé de la construction et de la préfiguration du centre.
Le 15 juillet 1971, le jury du concours international d'architecture, présidé par Jean Prouvé, décida de retenir, parmi les 681 projets présentés, celui des architectes Renzo Piano, Richard Rogers et Gianfranco Franchini. Parmi les autres projets, on peut citer celui d'André Bruyère, qui proposait un immeuble en forme d'œuf de 38 étages, sur 80 000 m2, qui aurait rompu drastiquement avec le rectiligne des voies parisiennes. Les architectes, auxquels était adjoint le bureau d’ingénieurs Ove Arup & Partners conduit par Peter Rice, s'installèrent à proximité immédiate des locaux de la mission Bordaz, puis dans les locaux mêmes de celle-ci en 1973.
En janvier 1972, Robert Bordaz fut nommé président de l'établissement public du centre Beaubourg (EPCB), chargé de la construction du centre. Il réunit autour de lui les futurs responsables des activités culturelles du centre, les « utilisateurs », qu'il constitua, dès 1971, en un « conseil des utilisateurs » qui devint, une fois le centre achevé, le « conseil de direction » :
- Pontus Hultén, un Suédois arrivé en France en septembre 1973, fut nommé directeur du musée national d'Art moderne avec un contrat de trois ans[14]. Avec son adjoint, Germain Viatte, il fut chargé de concevoir le nouveau musée dans une optique résolument contemporaine et internationale ;
- Jean-Pierre Seguin, qui fut le premier directeur de la Bibliothèque publique d'information, fut chargé de mettre en œuvre ce projet auquel il travaillait depuis 1967 ;
- François Mathey devint directeur du Centre de création industrielle, qu'il avait créé en 1968 au sein de l'Union centrale des arts décoratifs mais qui y végétait sans grands moyens.

Le 20 mars 1973, le Conseil des ministres arrêta le programme de la construction et les moyens financiers nécessaires, programmés sur plusieurs années et alloués sous forme de dotations exceptionnelles hors des crédits ordinaires du ministère des Affaires culturelles. Le responsable chargé de la coordination des entreprises chargées de la maîtrise d'œuvre était Roger Frangi (1922-1992), diplômé de l'Ecole centrale des arts et manufactures de Paris, ingénieur en chef à la société GTM (Grands Travaux de Marseille, aujourd'hui Vinci) qui organisa la conduite du chantier et coordonna l'activité des différents corps de métiers.
Le statut définitif de la nouvelle institution fut fixé par la loi du 3 janvier 1975 portant création du centre national d'art et de culture Georges-Pompidou. Entre-temps, le Premier ministre Jacques Chirac avait dû batailler ferme contre le nouveau président de la République, Valéry Giscard d'Estaing, qui envisageait d'arrêter le projet. À sa demande, un conseil restreint tenu en août 1974 avait décidé la poursuite des travaux.
La construction de l'édifice a fait disparaître tout ou partie des rues des Vieilles-Étuves-Saint-Martin, de la Corroierie, Neuve-Saint-Médéric, la Simon-le-Franc (y compris l'ancienne rue Maubuée), Brisemiche (y compris l'ancienne rue du Poirier)… En outre, la modernisation du quartier Beaubourg a également fait disparaître la rue Brantôme, la rue de la Cour-du-Mort et le cul-de-Sac Bertaud.

### De l'inauguration à nos jours
Le 31 janvier 1977, le centre national d'art et de culture Georges-Pompidou est inauguré par Valéry Giscard d'Estaing en présence du Premier ministre, Raymond Barre, de Mme Claude Pompidou et de nombreuses personnalités. Le 2 février, il est ouvert au public.
L'architecture du centre suscite une vive polémique : canalisations, escaliers électriques, passerelles métalliques, tout ce qui est traditionnellement dissimulé est ici ostensiblement montré à la vue de tous. On surnomme le centre « Notre-Dame de la Tuyauterie », ou encore « le Pompidolium ». On raille un « hangar de l’art », une « usine à gaz », une « raffinerie de pétrole », un « fourre-tout culturel » ou une « verrue d’avant-garde ». On stigmatise un équipement dispendieux qui absorbe, l'année de son inauguration, cent vingt millions de francs, soit un septième du budget de la Culture.
Mais le centre et son architecture controversée remportent un large succès public. Renzo Piano déclara « avoir voulu démolir l'image d'un bâtiment culturel qui fait peur. C'est le rêve d'un rapport extraordinairement libre entre l'art et les gens, où l'on respire la ville en même temps. » Le centre, prévu pour cinq mille visiteurs quotidiens, en accueillera finalement cinq fois plus. La plupart des visiteurs viennent pour voir les grandes expositions sur l’art, mais la Bibliothèque publique d’information et sa médiathèque bat aussi des records d’affluence.
En 1992, le Cci fusionne avec le Mnam. Les directeurs successifs du musée renouvellent profondément l'accrochage et font procéder à d'importants travaux.
Fin 1997, après avoir célébré son vingtième anniversaire, le centre ferme ses portes pour être rénové en profondeur. Le chantier dure vingt-sept mois et coûte près de 576 millions de francs (88 millions d'euros) financés à hauteur de 482 millions par l'État. Conduit par Renzo Piano, il permet d'accroître la superficie totale de 8 000 m2 et de reconfigurer les surfaces et les volumes. Pendant la fermeture, le centre se décentralise en organisant en province 34 expositions « hors les murs » qui rencontrent un vif succès, attirant plus de 2 500 000 visiteurs.

Logotype événementiel pour les trente ans du centre Pompidou.

Jusqu'en 1997, une grande horloge du millénaire appelée « Le Génitron » a été montée au centre Pompidou, qui a décrémenté les secondes jusqu'à l'an 2000.
Dès sa réouverture, le 1er janvier 2000, le succès est au rendez-vous avec 80 000 visiteurs lors du premier week-end. Les visiteurs découvrent de nouveaux services, une nouvelle organisation des salles, des pièces plus vastes. Ces changements permettent notamment d’exposer davantage d’œuvres et de proposer plus de spectacles de danse, de théâtre et de musique. L’espace consacré aux jeunes est aussi développé avec la nouvelle galerie des enfants où sont présentées deux expositions chaque année.
Vingt et un ans après cette première rénovation, une seconde restauration amenant à une fermeture complète de l'établissement, initialement prévue pour une période de trois ans entre 2023 et 2027, a d'abord été reportée à 2024 après les Jeux olympiques d'été, puis à fin 2025, la réouverture étant prévue en 2030. Le déménagement et la fermeture progressive débuteront fin 2024. La restauration est devenue indispensable en raison de la corrosion et de l’usure qui affecte le bâtiment. Le coût prévu est de 200 millions d'euros : il doit permettre de « procéder au désamiantage total du bâtiment et de le rénover entièrement afin de répondre aux normes de sécurité, aux normes techniques et énergétiques en vigueur ainsi qu'aux obligations d'accessibilité pour les publics handicapés », selon les informations de l'établissement public.

## Architecture
Le centre Pompidou occupe l’emplacement de l’ancien îlot insalubre no 1. Sa construction a fait l’objet d’un concours international d’architecture, conformément à la volonté de Georges Pompidou qui avait souhaité « que ce concours soit le plus souple possible ». Ceci veut dire que les conditions du concours ne devront comporter qu'un minimum de servitudes se rapportant à l'utilisation envisagée des lieux, et qu'il appartiendra aux architectes en fonction de ces servitudes d'établir leurs projets sans avoir à se préoccuper des règlements tels que ceux concernant la limitation de hauteur. Ce n'est que dans un second stade et sur un des projets retenus pour leur qualité esthétique et leur adaptation aux besoins d'un centre de l'art moderne que l'on pourra être amené à prendre position sur ce problème de hauteur. Il convient aussi que le concours soit accessible à tout architecte de talent, serait-il jeune et dépourvu de moyens financiers. Les conditions d'organisation du concours doivent donc prévoir sous des formes à définir le moyen pour tout architecte dont le projet aurait été remarqué d'être rémunéré de son travail et des frais engagés. Le musée fut créé lors de la hausse du travail. Georges Pompidou a voulu rappeler cette époque grâce à l'architecture « industrielle » du centre.
Le 19 mars 1971, un jury présidé par Robert Bordaz choisissait le projet des architectes Renzo Piano, Richard Rogers, et Gianfranco Franchini en collaboration avec l'ingénieur britannique Edmund Happold. La construction a duré de 1971 à 1977.
Le projet de Piano, Rogers et Franchini était le seul, parmi tous les projets proposés, à implanter le bâtiment selon un axe nord-sud, respectant la trame urbaine du quartier (avec les axes du boulevard de Sébastopol et des rues Saint-Martin et du Renard). Ce parti permettait en outre de n'occuper que la moitié du terrain en dégageant une vaste esplanade, la piazza, permettant l'accueil du public et une liaison plus fluide entre le bâtiment et la ville.
Le bâtiment principal, de 166 m de long, 45 m de large (60 en comptant l'escalier mécanique extérieur) et 42 m de haut (52 m côté piazza), se compose de huit niveaux accessibles au public de 7 500 m2 chacun, dont deux niveaux de sous-sol (-1 et 0), le niveau rue se situant au niveau 1 de la mezzanine, soit une superficie utile d'environ 45 000 m2, compte tenu des vides des premiers niveaux du Forum et des cours situées aux 5e et 6e niveaux, qui correspondent à peu près à la superficie d'un étage. Néanmoins le bâtiment comporte en réalité une surface totale de 103 305 m2 sur dix niveaux, compte tenu des locaux techniques et de stationnement qui s'étendent jusque sous la piazza, et non compris l'atelier Brancusi de 600 m2 et l'Ircam. La hauteur entre chaque plateau est de sept mètres sous plafond sauf celle du Forum qui est de dix mètres.
La Bpi, dont l'entrée est désormais indépendante du Forum et qui est dotée de sa propre cafétéria, occupe le tiers du niveau 1 de mezzanine et les niveaux 2 et 3, soit environ 17 000 m2, dont 10 400 m2 de salles de lecture. Le reste de l'édifice, soit environ 28 000 m2, est en réalité dévolu au musée national d'Art moderne, qui compte 18 710 m2 d'espaces d'exposition, dont 12 210 m2 pour les collections nationales, et à ses annexes (bibliothèque Kandinsky, librairies, boutique, ateliers pédagogiques, salles de conférences et de spectacles, dès lors que ces dernières sont principalement liées à la programmation du musée et à ses collections) ou bénéficie directement au musée, comme les espaces de restauration des niveaux de mezzanine et du sixième étage, destinés aux expositions temporaires. Chaque niveau forme un vaste plateau, entièrement modulable, l'ensemble de la structure porteuse, ainsi que les différentes gaines techniques, rejetés à la périphérie du bâtiment, lui conférant un aspect extérieur très caractéristique, comparé par certains critiques à une raffinerie de pétrole dans le centre de la ville. Toutes les circulations verticales, personnes et fluides sont confinées sur la façade : les tuyaux extérieurs colorés constituent une particularité du bâtiment. Les conduites de climatisation sont bleues, les tuyaux d'eau sont verts et les lignes électriques sont jaunes. Les ascenseurs sont rouges. Les canalisations blanches sont des gaines de ventilation pour les parties souterraines. Même les poutres métalliques qui composent la structure sont apparentes.
L'intention des architectes était de placer les services de logistique hors du corps du bâtiment afin de consacrer la totalité de l'intérieur à sa vocation de musée. L'un des inconvénients est l'entretien important vis-à-vis de la corrosion. Hommage quelque peu décalé à l'architecture métallique du XXe siècle et au modernisme architectural, multipliant références et citation, le bâtiment a pu être qualifié de dernier grand bâtiment moderne et de premier grand bâtiment post-moderne : « C'est un bâtiment qui fait semblant, c'est une parodie de la technologie » (Renzo Piano).
Les étages supérieurs offrent une large vue sur Paris. On y accède par la diagonale des escaliers roulants extérieurs qui, en traversant toute la façade en zigzag, donnent à l'édifice sa signature visuelle.
Des artistes de rue animent la place Georges-Pompidou (aussi appelée Piazza Beaubourg) qui fait face au musée. Un bassin proche expose des fontaines constituées par des statues en mouvement de Tinguely (structures métalliques) et Niki de Saint Phalle (formes colorées). Cette fontaine (la fontaine Stravinsky) est une œuvre dite in situ, dans la mesure où les artistes l'ont créée pour cet endroit précis. Elle symbolise la musique (bruits de l'écoulement de l'eau ou des mécanismes) et a été placée à côté de l'Institut de recherche et coordination acoustique/musique (Ircam).

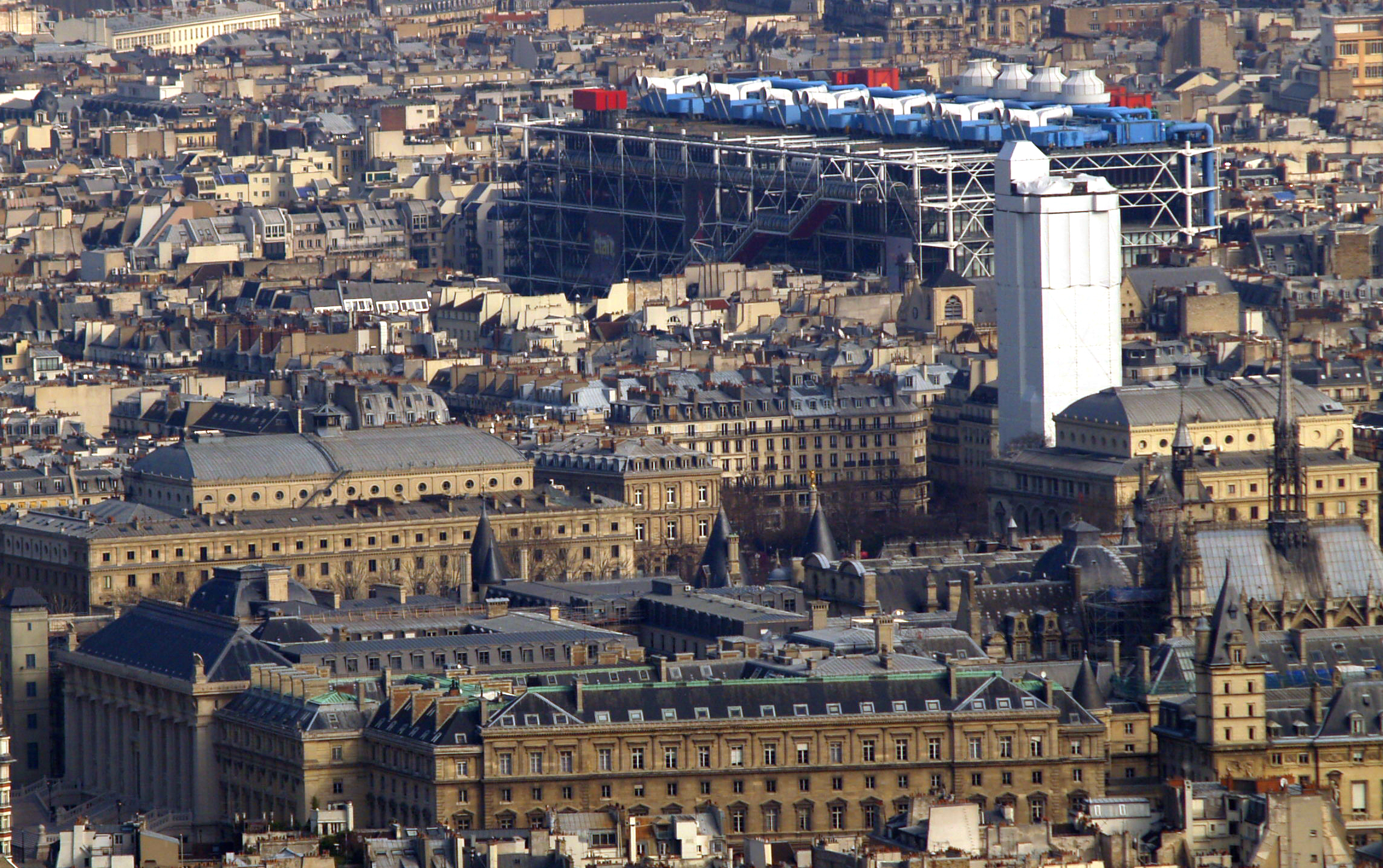
Vu depuis la Tour Montparnasse, 2007.
Le centre Pompidou vu de l’esplanade en 2009.
Les conduites sont colorées pour indiquer leur fonction. Elles sont également rejetées à l'extérieur pour ne pas empiéter sur l'aménagement des étages.
Escalier extérieur.
Détail de la structure.

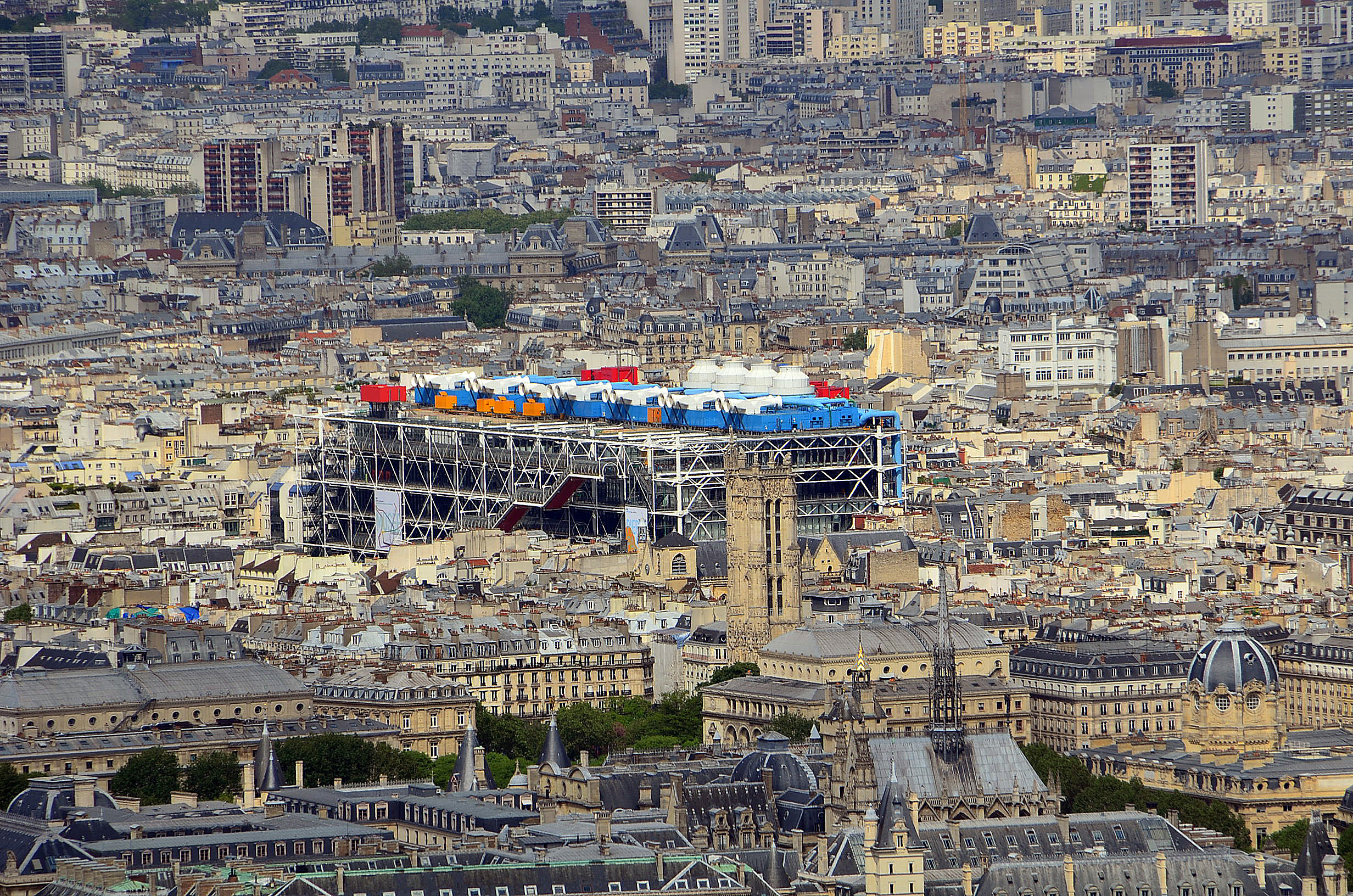
Centre vu depuis la Tour Montparnasse en 2016

En 2018 et 2019 des travaux importants seront menés sur l'édifice, principalement pour améliorer les isolations thermiques et agrandir les espaces d'accueil des publics. La Chenille sera ainsi climatisée à la fin des travaux. Durant les travaux, l'activité se poursuit, le public sera réorienté vers des ascenseurs.
Le 26 janvier 2021, la ministre de la Culture Roselyne Bachelot a annoncé de grands travaux de restauration qui se tiendront de 2023 à 2027. Le 10 mai 2023, la ministre de la Culture Rima Abdul Malak annonce une rénovation du centre Pompidou et sa fermeture de 2025 à 2030 pour travaux. Le budget de cette opération est chiffré 262 millions d'euros.
En 2024, Nicolas Moreau et Hiroko Kusunoki, de l’agence Moreau Kusunoki, associés avec la Mexicaine Frida Escobedo sont sélectionnés pour réaliser le réaménagement de la majeure partie de l'établissement, lors d'un concours où Renzo Piano, coconcepteur du bâtiment, était membre du jury, pour un budget de 186 millions d’euros financés par le centre, notamment par l'intermédiaire d'une campagne de mécénat.

## Gestion

### Statut et organisation
Selon la loi no 75-1 du 3 janvier 1975 portant création du centre national d'art et de culture Georges-Pompidou, le centre est un « établissement public national à caractère culturel ». Il a pour objet de « favorise[r] la création des œuvres de l'art et de l'esprit, [de] contribue[r] à l'enrichissement du patrimoine culturel de la nation, à l'information et à la formation du public, à la diffusion de la création artistique et à la communication sociale […] [et d']assure[r] le fonctionnement et l'animation, en liaison avec les organismes publics ou privés qui lui sont associés, d'un ensemble culturel consacré à toutes les formes de la création artistique, notamment dans le domaine des arts plastiques, de la recherche acoustique et musicale, de l'esthétique industrielle, de l'art cinématographique, ainsi qu'à la lecture publique » (article 1er).
Le centre Pompidou présente la particularité d'être un établissement public auquel sont associés plusieurs organismes dotés de la personnalité morale :
- la Bibliothèque publique d'information (Bpi), qui est un établissement public national ;
- l'Institut de recherche et coordination acoustique/musique (Ircam), constitué sous la forme d'association loi de 1901.

Le musée national d'Art moderne / Centre de création industrielle fait partie du centre Pompidou, dont il constitue un département, mais il n'est pas doté de la personnalité morale.
Le centre est dirigé par un président, nommé pour cinq ans en Conseil des ministres, et renouvelable par périodes de trois ans. Il est assisté, pour l'administration et la gestion, par un directeur général nommé, sur sa proposition, par le ministre chargé de la Culture.
En 2015, la nomination de Serge Lasvignes, haut fonctionnaire n'ayant exercé aucune fonction dans le domaine culturel, « inconnu des circuits artistiques » selon Le Monde, suscite maints commentaires dans les médias. Alors que cette nomination semble imposée par l’Élysée à la ministre de la Culture, Aurélie Filippetti dénonce « un retour à des pratiques que nous critiquions ».

### Présidents du centre Pompidou
- 1976-1977 : Robert Bordaz[39]
- 1977-1980 : Jean Millier
- 1980-1983 : Jean-Claude Groshens[40]
- 1983-1989 : Jean Maheu[41]
- 1989-1991 : Hélène Ahrweiler[42]
- 1991-1993 : Dominique Bozo[43]
- 1993-1996 : François Barré[44]
- 1996-2002 : Jean-Jacques Aillagon[45]
- 2002-2007 : Bruno Racine[46]
- 2007-2015 : Alain Seban[47]
- 2015-2021 : Serge Lasvignes[48]
- Depuis 2021 : Laurent Le Bon[49]

### Fréquentation
En 2019, le centre Pompidou a reçu 3 273 867 visiteurs, soit une moyenne de 10 595 visites par jour d'ouverture, dont 4 547 pour les collections (niveaux 4 et 5 du Musée), 6 048 pour les expositions, et 4 427 à la Bpi. Le site internet a comptabilisé 5 685 302 visites en 2019, contre 2 403 407 en 2005.
Les ouvriers et employés ne représentent que 10 % de sa fréquentation domestique selon une étude publiée en mars 2017.
| 1977      | 1978      | 1979      | 1980      | 1981      | 1982      | 1983      |
| --------- | --------- | --------- | --------- | --------- | --------- | --------- |
| 6 000 000 | 6 756 702 | 7 122 446 | 7 775 890 | 8 064 308 | 7 408 320 | 7 727 090 |

| 1984      | 1985      | 1986      | 1987      | 1988      | 1989      | 1990      |
| --------- | --------- | --------- | --------- | --------- | --------- | --------- |
| 8 413 500 | 7 366 535 | 6 702 731 | 7 226 317 | 8 129 528 | 7 111 981 | 8 262 513 |

| 1991      | 1992      | 1993      | 1994      | 1995      | 1996      | 1997      |
| --------- | --------- | --------- | --------- | --------- | --------- | --------- |
| 7 449 656 | 7 658 151 | 7 995 812 | 6 927 133 | 6 311 526 | 5 886 139 | 4 718 724 |

| 1998      | 1999      | 2000      | 2001      | 2002      | 2003      | 2004      |
| --------- | --------- | --------- | --------- | --------- | --------- | --------- |
| Fermeture | Fermeture | 5 122 399 | 5 336 358 | 5 502 699 | 5 320 857 | 5 368 548 |

| 2005      | 2006                    | 2007            | 2008                    | 2009            | 2010            | 2011            |
| --------- | ----------------------- | --------------- | ----------------------- | --------------- | --------------- | --------------- |
| 5 361 064 | 5 133 506 4 047 521 (a) | ? 4 199 719 (a) | 5 501 942 4 351 942 (a) | ? 4 966 831 (a) | ? 4 612 040 (a) | ? 5 121 696 (a) |

| 2012            | 2013            | 2014      | 2015      | 2016      | 2017      | 2018      |
| --------------- | --------------- | --------- | --------- | --------- | --------- | --------- |
| ? 5 367 514 (a) | ? 5 209 678 (a) | 3 456 905 | 3 059 343 | 3 335 509 | 3 370 872 | 3 551 544 |

| 2019      | 2020    | 2021      | 2022      | - | - | - |
| --------- | ------- | --------- | --------- | - | - | - |
| 3 273 867 | 912 803 | 1 500 000 | 3 009 570 | - | - | - |

(a) Sans l'accès libre aux seuls Forum et restaurants, les activités pédagogiques et les « billets panorama », de spectacles et de manifestations, correspondant à 929 431 visiteurs en 2004, mais qui ne sont plus comptabilisés dans les « bilans annuels d'activités » depuis 2006, soit 1 085 985 visiteurs supplémentaires en 2006 ou 1 150 000 en 2008. En toute rigueur la fréquentation annuelle totale du centre est ainsi prévue de dépasser les six millions de visiteurs en 2013, dont 3,75 millions pour le musée national d'Art moderne.

## Activités culturelles

### Équipements

La butte Montmartre vue du centre Pompidou.

À l'issue des travaux conduits depuis 2000, le bâtiment principal du centre abrite les espaces et activités suivants :
- le musée national d'Art moderne et le Centre de création industrielle

Le Mnam, dont la collection dispose de 18 710 m2 d'espaces d'exposition, a présenté en permanence, sur l'année 2019, 1 699 œuvres sur un total de 113 675 (1,5 %) ; 5 843 œuvres ont été prêtées pour des expositions en France et à l’étranger (2 224 œuvres en France et 3 619 à l’étranger) et 5 339 ont été mises en dépôt dans des établissements muséaux en région ;
- au sein du musée, une librairie, un espace de consultation documentaire multimédia sur les collections et deux galeries d'expositions temporaires, les galeries du musée et d'art graphique ;
- cinq galeries d’expositions temporaires supplémentaires (photographie, architecture, design, etc.), qui occupent au total 5 400 m2, comprenant deux grandes galeries au sixième étage, l'Espace 315 et la galerie Sud au niveau mezzanine et la Galerie de photographies de 200 m2 au Forum -1, inaugurée le 5 novembre 2014. L'Espace 315 expose le lauréat du prix Marcel-Duchamp décerné l'année précédente lors de la Foire internationale d'art contemporain ;
- la Bibliothèque publique d'information ;

La Bpi offre 2 200 places assises sur 10 400 m2 avec une collection de 380 000 documents en libre accès, une médiathèque de langues et une discothèque ;
- la bibliothèque Kandinsky[60] créée en 2002, bibliothèque spécialisée consacrée à l'art du XXe siècle, trouve son origine dans la documentation rassemblée à l'Hôtel Salomon de Rothschild par le Centre national d'art contemporain (CNAC). Riche de deux cent mille ouvrages imprimés, elle peut accueillir jusqu'à 74 lecteurs (64 dans la salle des imprimés, 10 dans la salle des archives) sur une surface de 390 m2 ;
- deux salles de cinéma de 315 places en mezzanine et 144 places ;
- une grande salle de spectacles de 384 places au Forum -1 ;
- une petite salle de conférence de 158 places au Forum -1 ;
- des espaces pédagogiques pour le jeune public de 2 à 25 ans, avec une galerie d'expositions temporaires en mezzanine et des ateliers de pratique artistique : l'Atelier des enfants de 300 m2, le Studio 13/16, espace destiné aux adolescents et consacré aux projets pour les jeunes adultes.

Le centre propose également une librairie spécialisée (art, architecture, objets d’art, affiches, photo, etc.) et une boutique de design au niveau Forum, un café en mezzanine, le Central, et, au sixième étage, un restaurant concédé (Georges) ainsi qu'une seconde librairie.
En dehors du bâtiment principal on trouve à proximité immédiate :
- l'Atelier Brancusi, sur la Piazza.

L'atelier Brancusi de 600 m2 est une reconstitution fidèle de l'atelier du sculpteur Constantin Brâncuși, situé successivement au 8 puis au 11 impasse Ronsin (75015), et légué par l'artiste à l'État en 1956 (par testament). Partiellement reconstitué en 1962 dans les collections du Mnam, alors situé au Palais de Tokyo, l'atelier sera ensuite entièrement reconstruit en 1977, face au centre Pompidou. Des inondations en 1990 l'obligeront cependant à être fermé au public. C'est en 1997 que l'architecte Renzo Piano s'attèlera à la reconstitution telle qu'on peut la découvrir aujourd'hui ;
- l'Ircam, sur la place Stravinsky décorée de la fontaine de Jean Tinguely et Niki de Saint Phalle :

Un bâtiment spécifique abrite l'Institut de recherche et coordination acoustique/musique, avec notamment une salle à jauge et acoustique variable, des studios, une chambre anéchoïque et une médiathèque.
- les bureaux ainsi que certaines activités sont répartis dans quatre bâtiments à proximité immédiate du centre (un acquis en 2004 et trois en location).

### Activités

#### Expositions temporaires
En 2019, le centre a programmé 25 expositions, dont 21 inaugurées au cours de l'année, qui ont reçu 1 868 705 visiteurs (6 048 visites par jour en moyenne). En 2006, les 24 expositions temporaires avaient reçu 1 623 000 visiteurs.

##### Principales expositions temporaires depuis 1977
- À propos de Nice : 1947-1977) (31 janvier-11 avril 1977), commissaires : Maurice Eschapasse, Nathalie Brunet, Ben
- Une Histoire du cinéma (17-30 avril 1977, auparavant au CNAC de la rue Berryer et à la Cinémathèque française)
- Paris-New York, 1908-1968 (1er juin - 15 septembre 1977), commissaire général : Pontus Hulten, commissaires : Daniel Abadie, Alfred Pacquement, Hélène Seckel
- Paris-Berlin, rapports et contrastes, 1900-1933 (12 juillet - 6 novembre 1978), commissaires: Jean-Hubert Martin, Werner Spies
- Henri Michaux (1978)
- Dali (1979)
- Paris-Moscou, 1900-1930 (31 mai - 5 novembre 1979), commissaire général : Pontus Hulten
- Paris-Paris, Créations en France 1937-1957 (28 mai - 2 novembre 1981), commissaire général : Pontus Hulten, commissaire : Germain Viatte
- Dado (19 novembre 1981 - 18 janvier 1982)
- Georges Braque : papiers collés (17 juin 1982 - 27 septembre 1982), commissaire : Isabelle Fontaine
- Pollock (1982)
- Presences Polonaises (Witkacy, Themerson, Wajda) (1983)
- Bonnard (1984)
- Kandinsky (1984)
- Œuvres sur papier, Exposition de Marc Chagall (1984)
- Klee et la musique (1985)
- Roberto Matta (1985)
- Les Immatériaux (1985), commissaires : Jean-François Lyotard et Thierry Chaput
- Vienne, naissance d'un siècle (1986)
- Mémoires du futur : bibliothèques et technologies (21 octobre 1987 - 18 janvier 1988), commissaires : Bernard Stiegler et Catherine Counot (exposition organisée par la BPI)
- Cy Twombly (1988)
- Frank Stella (1988)
- Magiciens de la terre (1989), commissaire : Jean-Hubert Martin
- Passages de l'image (1990), commissaires : Christine Van Assche, Raymond Bellour, Catherine David
- Andy Warhol (1990)
- Max Ernst (1991)
- Manifeste: 30 ans de création en perspective. 1960-1990 (1992)
- Art d’Amérique Latine, 1911-1968 (1992-1993)
- Matisse (1993)
- La Ville (1994)
- Joseph Beuys (1994)
- Kurt Schwitters (1994)
- Gasiorowski (1995)
- Brancusi (1995)
- Sanejouand (1995)
- Bob Morris (1995)
- Féminin-Masculin (1995)
- Battista Mombrini (1995)
- Francis Bacon (1996)
- L'Arte Povera
- Fernand Léger (1997)
- Made in France (1997)
- David Hockney (1998)
- Philip Guston (2000)
- Picasso sculpteur (2000)
- Jean Dubuffet (2001)
- Au-delà du spectacle (2001)
- La révolution surréaliste (2002)
- Roland Barthes (2002)
- Max Beckmann (2002)
- Nicolas de Stael (2003)
- Sophie Calle (2003)
- Cocteau (2003)
- Philippe Starck (2003)
- Miró (2004)
- Giuseppe Penone (2004)
- Dada (2005)
- Charlotte Perriand (2005)
- Africa Remix (2005)
- Claude Closky Manège (2006)
- Robert Rauschenberg (2006)
- Los Angeles 1955-1985, Naissance d'une capitale artistique (2006)
- Jean-Luc Godard (2006)
- Yves Klein (2006)
- Hergé (2006)
- Airs de Paris (2007)
- Annette Messager (2007)
- Richard Rogers (2007)
- Samuel Beckett (2007)
- David Claerbout (2007)
- Julio González (2007)
- Alberto Giacometti (2007)
- Louise Bourgeois (2008)
- Pol Abraham (2008)
- Traces du sacré (2008)
- Tatiana Trouvé (2008)
- Miroslav Tichy (2008)
- Dominique Perrault (2008)
- Jean Gourmelin (2008)
- Jacques Villeglé (2008)
- Ron Arad (2008)
- Le Futurisme à Paris (2008-2009)
- elles@centrepompidou (accrochage, 2009-2011)
- Alexander Calder (2009)
- Philippe Parreno (2009)
- Kandinsky (2009)
- Pierre Soulages (2009)
- La Subversion des images : surréalisme, photographie, film (2009)
- Patrick Jouin (2010)
- Erró (2010)
- Dreamlands (2010)
- François Morellet, Réinstallations (2011)
- Edvard Munch (2011)
- Paris-Delhi-Bombay... (2011)
- Danser sa vie (2011-2012)
- Henri Matisse (2012)
- Roy Lichtenstein (2013)
- Pierre Huyghe (2013-2014)
- Henri Cartier Bresson (2014)
- Marcel Duchamp, la peinture même (2014)
- Mona Hatoum (2015)
- Alain Gesgon (2015)
- Gérard Fromanger (2016)
- Paul Klee (2016)
- Beat Generation (2016)
- Anselm Kiefer (2016)
- René Magritte, la trahison des images (2016-2017)
- Cy Twombly (2016-2017)
- David Hockney (2017)
- Walker Evans (2017)
- César, la rétrospective (2017-2018)
- Chagall, Lissitzky, Malevitch. L’avant-garde russe à Vitebsk, 1918-1922 (2018)
- UAM, une aventure moderne (2018)
- Tadao Ando, le défi (2018)
- Le Cubisme (2018-2019)
- Préhistoire, une énigme moderne (2019)
- Vasarely, le partage des formes (2019)
- Dora Maar (2019)
- Christian Boltanski, faire son temps (2019-2020)
- Bacon, en toutes lettres (2019-2020)
- Christo et Jeanne-Claude, Christo et Jeanne-Claude, Paris ! (2020)
- Henri Matisse, Matisse, comme un roman (2020-2021)
- Exposition Over the Rainbow (2023)
- Norman Foster (2023)
- Gilles Aillaud, animal politique (2023-2024)

Outre les expositions temporaires et les rétrospectives, le centre Pompidou propose des manifestations tout au long de l'année (cinéma, performances, danse, théâtre, concerts, débats, conférences, colloques) en liaison avec le Mnam/Cci, l'Ircam et la Bpi.

#### Festivals et cycles
- Festival « Hors Pistes », de nature pluridisciplinaire sur les nouvelles pratiques de l'image, depuis 2006, en janvier ;
- Festival « Extra! », festival de littérature vivante, depuis 2017, en septembre ;
- Festival « Move », festival à l'intersection de la danse, de la performance et de l'image en mouvement, depuis 2017, en décembre ;
- Festival « Effractions », festival de littérature contemporaine, depuis 2020, en février, sous l'égide de la BPI[63] ;
- Festival « Nouveau Festival », de nature pluridisciplinaire, depuis 2009, en février, mars ;
- Festival international de films documentaires « Cinéma du réel », depuis 1979, en mars, sous l'égide de la BPI[64] ;
- Festival « ManiFeste », depuis 1992, en juin, sous l'égide de l'Ircam, où il remplace depuis 2012 « Agora » créé en 1998[65] ;
- Festival « Videodanse », créé en 1982, puis intégré à partir de 2014 au « Nouveau Festival », puis, à partir de 2017, à « MOVE » ;
- Cycles « In Vivo », consacrés aux arts vivants à travers la performance, depuis 2011, sous l'égide du Mnam/Cci ;
- Cycle « Link », consacré, en présence des artistes, à la transmission artistique intergénérationnelle, depuis 2011, sous l'égide du Mnam/Cci ;
- Cycles « Face aux œuvres » et « Un dimanche une œuvre » au Mnam/Cci[66] ;
- Cycle « Cinéastes en correspondance », notamment dans le cadre du Festival d'automne, depuis 2012 ;
- Cycle mensuel « Prospectif Cinéma », en présence du cinéaste, le dernier jeudi du mois, depuis 2002 ;
- Cycle « Rencontres de la BPI » ;
- Cycles de conférences « Parole » (aux artistes, à l'architecture, au design, à l'histoire de l'art…), tels que "L'Encyclopédie des guerres", etc.
- Dans le cadre du Festival Manifeste 2021, et de la réouverture de la Piazza, le Centre Pompidou a présenté à l'intérieur et à l'extérieur Centre Pompidou, deux installations monumentales et pluri-disciplinaires du duo Arotin & Serghei, qui rendent hommage au différents secteurs du Centre Pompidou, à son Architecture, à l'Ircam, ainsi qu'a l'atelier Brancusi: Infinite Screen / Vertigo, et les Colonnes Lumineuses Infinies (Infinite Light Columns le long de l'Ircam visible depuis la Piazza et depuis la Place Stravinsky.

#### Spectacles vivants
La programmation de spectacles vivants touche un large spectre de domaines artistiques, allant de la performance, à la danse, en passant par le théâtre et la musique.
Le centre a accueilli 19 056 visiteurs pour 85 représentations de spectacles, en 2019.

#### Cinéma
Depuis la création de l’établissement, le cinéma occupe une place prépondérante. Présentant le cinéma dans la pluralité de ses formes, la programmation qui lui est dédiée alterne les rendez-vous avec des artistes majeurs des 20e et 21e siècles et des découvertes, des artistes-cinéastes plus méconnus.
12 666 spectateurs ont assisté aux 164 séances programmées au centre en 2019.

#### Conférences, débats, colloques, rencontres
Le centre Pompidou organise également des conférences, débats, colloques et rencontres, qui ont pour but de se saisir des questions de société et des sujets d’actualité, à travers un prisme artistique mais aussi un angle plus académique.
Ces différents événements ont amené 10 102 auditeurs pour les 131 séances organisées en 2019.

#### Activités éducatives
Le centre Pompidou accueille des publics variés, et notamment un jeune public. Des visites du bâtiment ou des collections, des expositions et installations, ainsi que des ateliers sont organisés, pour un cadre scolaire ou individuel, tout au long de l'année, dans divers espaces du Musée (dans le Musée et les espaces d'exposition, à la Galerie des enfants, à l'Atelier des enfants, à la Fabrique ou encore au Studio 13/16).
En 2019, 7 257 groupes ont été accueillis au Musée, dans les expositions, en activités éducatives et promenades thématiques.

#### Éditions du centre Pompidou
Les éditions du centre Pompidou, créées en 1977, éditent, produisent et commercialisent des ouvrages (catalogues d'exposition, beaux-livres illustrés, monographies, albums, livres jeunesse, cahiers d’activités pour enfants et adultes, essais et anthologies artistiques, revue scientifique Les Cahiers du musée national d'Art moderne, etc.) et des collections de produits dérivés (papeterie, carterie, accessoires, bijoux, etc.). Sa mission est d'accompagner les activités du centre en promouvant ses collections, sa programmation, par des propositions éditoriales s'adressant à tous les publics.
Avec plus de 300 titres à son catalogue, les éditions lancent une cinquantaine de titres par an. En 2019, 37 titres ont été publiés, dont 13 en coédition. Les ventes se partagent entre les différents canaux : la diffusion dans le réseau de librairies, la vente dans la boutique du Musée, la vente en ligne, sur la boutique en ligne du centre Pompidou notamment, et les ventes directes.

## Effectifs et localisation
Le centre est situé dans le quartier Saint-Merri, dans le 4e arrondissement de Paris, entre le quartier des Halles, à l'ouest, et le Marais, à l'est. Il employait en 2019 un millier de personnes (1 075,8 « équivalents temps plein » dont 1 009,8 « sous plafond d’emploi » et 66 « hors plafond d’emploi » en 2019) et a un budget en recettes de 119,7 M€, composé pour l’essentiel de 78,5 M€ de subventions de l’État et de 41,2 M€ de recettes propres.

## Antennes en banlieue, en province et à l'étranger

### Centre Pompidou-Metz
La ville de Metz est dotée du centre Pompidou-Metz
, 
antenne décentralisée du centre parisien. Il est construit dans le nouveau quartier de l’Amphithéâtre, sous la direction des architectes Shigeru Ban, Jean de Gastines et Philip Gumuchdjian.
Comme le centre parisien, il a pour but de présenter et faire découvrir au plus large public toutes les formes d’expression artistique et les œuvres majeures des 20e et 21e siècles.
Entre son ouverture le 12 mai 2010 et le 1er janvier 2020, le centre Pompidou-Metz a accueilli près de 4 millions de visites, faisant de lui une des institutions culturelles les plus fréquentées en région, mais également l’établissement présentant de l’art moderne et contemporain le plus visité en France (hors Île-de-France).

### Centre Pompidou Málaga
En mars 2015, le centre Pompidou Málaga, premier « centre Pompidou provisoire » situé à l'étranger, est accueilli pour cinq ans renouvelables dans le bâtiment « El Cubo » (Le Cube), dessiné par l'artiste Daniel Buren, et situé à Malaga en Andalousie. Sur 6 300 m2, 70 œuvres du musée sont présentées, contre un montant d'un million d'euros par an. Fort de son succès, le partenariat signé avec la ville de Málaga, qui s’achevait en principe en mars 2020, a été reconduit en avril 2019 pour cinq nouvelles années, jusqu’en mars 2025.
Depuis son inauguration en 2015, le centre Pompidou Málaga a accueilli 845 148 visites, avec une fréquentation moyenne de 562 visites par jour.

### KANAL-Centre Pompidou
En décembre 2017, le centre Pompidou s'associe à la région de Bruxelles-Capitale, qui ne dispose alors pas de pôle culturel emblématique consacré à l'art contemporain, et à la fondation Kanal pour créer dans la capitale belge, Bruxelles, à l'horizon 2020, un musée consacré à l’art moderne et contemporain ainsi qu'à l'architecture moderne et contemporaine, le KANAL-Centre Pompidou. Cet espace de 30 000 m2 occupe un vaste et lumineux bâtiment Art déco de quatre étages, situé place de l'Yser, qui abrite depuis les années 1930 un garage Citroën, racheté par la région bruxelloise pour 20,5 millions d'euros au constructeur automobile français. Le centre Pompidou met une partie de ses collections d'environ 120 000 œuvres, dont seuls 10 % sont montrées au public, à la disposition du futur musée. En attendant son ouverture, une programmation culturelle de préfiguration a toutefois été imaginée et confiée à Bernard Blistène, directeur du Mnam, afin que le public découvre ce patrimoine architectural d'exception et puisse profiter des partenariats engagés avec certains acteurs culturels belges. Le succès de cette ouverture (plus de 400 000 visites) a conduit la fondation Kanal et le centre Pompidou à envisager l'ouverture partielle du bâtiment durant la première phase des travaux de reconversion. L'artiste et plasticien John M. Armleder a ainsi été invité à investir les lieux en 2020.

### Centre Pompidou × West BundMuseum Project
Un musée d'art moderne, le West Bund Museum, est ouvert à Shanghaï, en Chine, en 2019, à la suite d'un accord quinquennal d'échange culturel et artistique inter-muséal passé entre la France et la Chine le 5 novembre 2019. Conformément à cet accord, le musée West Bund organisera en partenariat avec le centre Pompidou une vaste programmation pluridisciplinaire tout au long des cinq années, entre 2019 et 2024. Plusieurs axes articulent ce partenariat : « le prêt d’œuvres des collections du centre Pompidou ; la conception d’expositions exclusives, en résonance avec le contexte culturel local ; la mise en œuvre de la programmation culturelle et des activités de médiation ; la formation de professionnels des musées ainsi que la présentation au centre Pompidou à Paris de projets et d’expositions d’artistes chinois. » Le bâtiment, conçu par l’architecte britannique David Chipperfield, est situé sur les berges du fleuve Huangpu, au cœur du quartier « Xuhui Waterfront ».

### Centre Pompidou Hanwha Séoul
Le centre Pompidou Hanwha Séoul doit ouvrir en 2025 dans le DLI 63 Building de Séoul, lequel est le siège social d'Hanwha, le chaebol avec lequel le projet est conçu.

### Centre Pompidou Francilien
Le centre Pompidou Francilien doit ouvrir en 2026 à Massy, dans l'Essonne. En tant qu'annexe la plus proche de Beaubourg, il accueillera ses collections pendant les travaux de désamiantage qui doivent courir de fin 2025 à 2030 à Paris. À plus long terme, il servira surtout à accueillir les réserves du musée Picasso et du musée national d'Art moderne, respectivement 10 000 et 140 000 objets. Un espace de visite permettra l'organisation d'expositions à partir de ces objets.
Conçu par Philippe Chiambaretta, le bâtiment doit être construit à compter de mi-2024 non loin de la future station de métro Massy Opéra. D'une superficie de 30 000 m2, il offrira une vue sur le lac de la Blanchette.

### Centre Pompidou Al-Ula
Le centre Pompidou Al-Ula doit ouvrir à l'horizon 2027-2028 à Al-'Ula, dans la province de Médine, en Arabie saoudite. Déjà en cours de constitution, ses collections se concentreront sur les artistes contemporains du monde arabe.

### Centre Pompidou Brésil
En mai 2025, la France et le Brésil annoncent la signature d'un accord pour la création d'un centre Pompidou à Foz de Iguaçu, dans l'Etat du Parana, à proximité des célèbres chutes d'Iguazù. L'architecte paraguayen Solano Benítez, lauréat de la Biennale de Venise 2016, et spécialiste de la brique et matériaux bruts, sera en charge d'imaginer la construction de ce centre qui devrait voir le jour en 2027.

## Jugements et citations
- « Je voudrais passionnément que Paris possède un centre culturel comme on a cherché à en créer aux États-Unis avec un succès jusqu'ici inégal qui soit à la fois un musée et un centre de création où les arts plastiques voisineraient avec la musique, le cinéma, les livres, la recherche audiovisuelle, etc. Le musée ne peut être que d'art moderne, puisque nous avons le Louvre. La création serait évidemment moderne et évoluerait sans cesse. La bibliothèque attirerait des milliers de lecteurs qui du même coup seraient mis en contact avec les arts. » (Georges Pompidou, entretien paru dans Le Monde, 17 octobre 1972)
- « Le centre Georges-Pompidou est le premier monument de la révolution culturelle qui consiste à remettre en question la notion même de beauté. C'est l'encyclopédie d'une culture de l'angoisse. » (Jean d'Ormesson)
- « Beaubourg est pour la première fois à l'échelle de la culture ce que l'hypermarché est à l'échelle de la marchandise. » (Jean Baudrillard, L'Effet Beaubourg. Implosion et dissuasion, Galilée, 1977, p. 32-33)
- « Moins donc un monument, que, s'il me faut inventer ce mot : un moviment » (Francis Ponge, L'écrit Beaubourg, 1977)
- « Mobile géant, kaléidoscope, reflet du monde à son abri, le Centre Georges Pompidou est un lieu de trêves et de vertiges, de trottes et de repos, d'errance, d'apprentissage, de liberté provisoire et de prière profane. » (Hervé Guibert, L'œuvre sans fin, texte commandé à l'occasion du Xe anniversaire du centre Pompidou, in : Centre Pompidou : trente ans d'histoire, Paris, éditions du centre Pompidou, 2007, et publié dans le Magazine du centre Pompidou[74])
- « Un coup de force, un viol, une sorte de King-Kong architectural » (Le Monde, 18 janvier 1977)
- « Car ce monument du siècle n'est rien d'autre qu'un hangar, ou plutôt plusieurs hangars superposés et reliés par des tuyaux. Il a fallu beaucoup de génie pour rendre laide avec autant de complications, une chose aussi simple qu'un hangar. », « Dieu que c'est laid… » (René Barjavel, tribune publiée dans Le Journal du Dimanche, 30 janvier 1977)

## Conclusion
« Grande affaire » du mandat présidentiel de Georges Pompidou, le centre Pompidou est le premier des grands projets culturels présidentiels : il servira de précédent, d'inspiration et de modèle à ceux de Valéry Giscard d'Estaing (le musée d'Orsay, l'Institut du monde arabe, la Cité des sciences et de l'industrie), François Mitterrand (le Grand Louvre, la Bibliothèque nationale de France, l'opéra Bastille, l'arche de la Défense) et Jacques Chirac (le musée du quai Branly).
Au-delà des polémiques suscitées par une architecture qui apparut comme audacieuse, le centre s'est rapidement imposé comme un succès important en termes de fréquentation (deux cents millions de visiteurs cumulés depuis son ouverture à la fin 2006), grâce à une programmation attractive et diversifiée et à des horaires d'ouverture décalés.

## Le centre Pompidou dans l'art et la culture populaire

### Cinéma
- Gordon Matta-Clark, Conical Intersect (1975), Matta-Clark’s contribution à la Biennale de Paris 1975. Le centre Pompidou était en construction et joue un rôle protagoniste[75]
- Roberto Rossellini, Le Centre Georges Pompidou, 1977[76].
- Lewis Gilbert, Moonraker, 1979.
- Dans La Smala, les personnages interprétés par Josiane Balasko et Victor Lanoux croient que le musée est le mausolée du président Pompidou, et déclarent : « Y z’auraient pu lui faire un truc mieux... »
- Claude Pinoteau, L'Étudiante, 1988.
- Richard Berry, L'Art (délicat) de la séduction, 2001.
- James Ivory, Le Divorce, 2003.
- Laurent Tirard, Mensonges et trahisons, 2004.
- Éric et Ramzy, Seuls Two, 2008.

## Publications
- Les Cahiers du musée national d'Art moderne, publication trimestrielle contenant des essais inédits d'auteurs confirmés, des travaux de jeunes chercheurs ou textes historiques, ainsi que des analyses de l'actualité culturelle internationale.

#### Architecture
- Découvrir l'architecture du centre Pompidou
- Dossier Beaubourg, les génies du lieu : feuilletons ! sur Balises, magazine de la Bibliothèque publique d'information.

#### Textes officiels
- Loi no 75-1 du 3 janvier 1975 portant création du centre national d'art et de culture Georges Pompidou - Sur le site www.legifrance.gouv.fr
- Décret no 92-1351 du 24 décembre 1992 portant statut et organisation du centre national d'art et de culture Georges-Pompidou - Sur le site www.legifrance.gouv.fr

#### Bases de données et notices
- Ressources relatives à la recherche :   - Financements européens
  - Global Research Identifier Database
- Ressources relatives aux beaux-arts :   - Delarge
  - Union List of Artist Names
- Ressources relatives à la musique :   - MusicBrainz
  - MusicBrainz
- Ressources relatives aux organisations :   - SIRET
  - data.gouv.fr
- Ressources relatives à l'architecture :   - PSS
  - Structurae
- Ressource relative au spectacle :   - Archives suisses des arts de la scène
- Ressource relative à la vie publique :   - Nominations au Journal officiel
- Ressource relative à plusieurs domaines :   - Radio France
- Notices dans des dictionnaires ou encyclopédies généralistes :   - Britannica
  - Enciclopédia Itaú Cultural
  - Gran Enciclopèdia Catalana
  - Hrvatska Enciklopedija
  - Internetowa encyklopedia PWN
  - Larousse
  - Nationalencyklopedin
  - Universalis
- Notices d'autorité :   - VIAF
  - ISNI
  - BnF (données)
  - IdRef
  - LCCN
  - GND
  - Japon
  - Espagne
  - Pologne
  - Israël
  - NUKAT
  - Catalogne
  - Suède
  - Australie
  - Croatie
  - Tchéquie
  - Portugal
  - Grèce
  - WorldCat